# David Yip

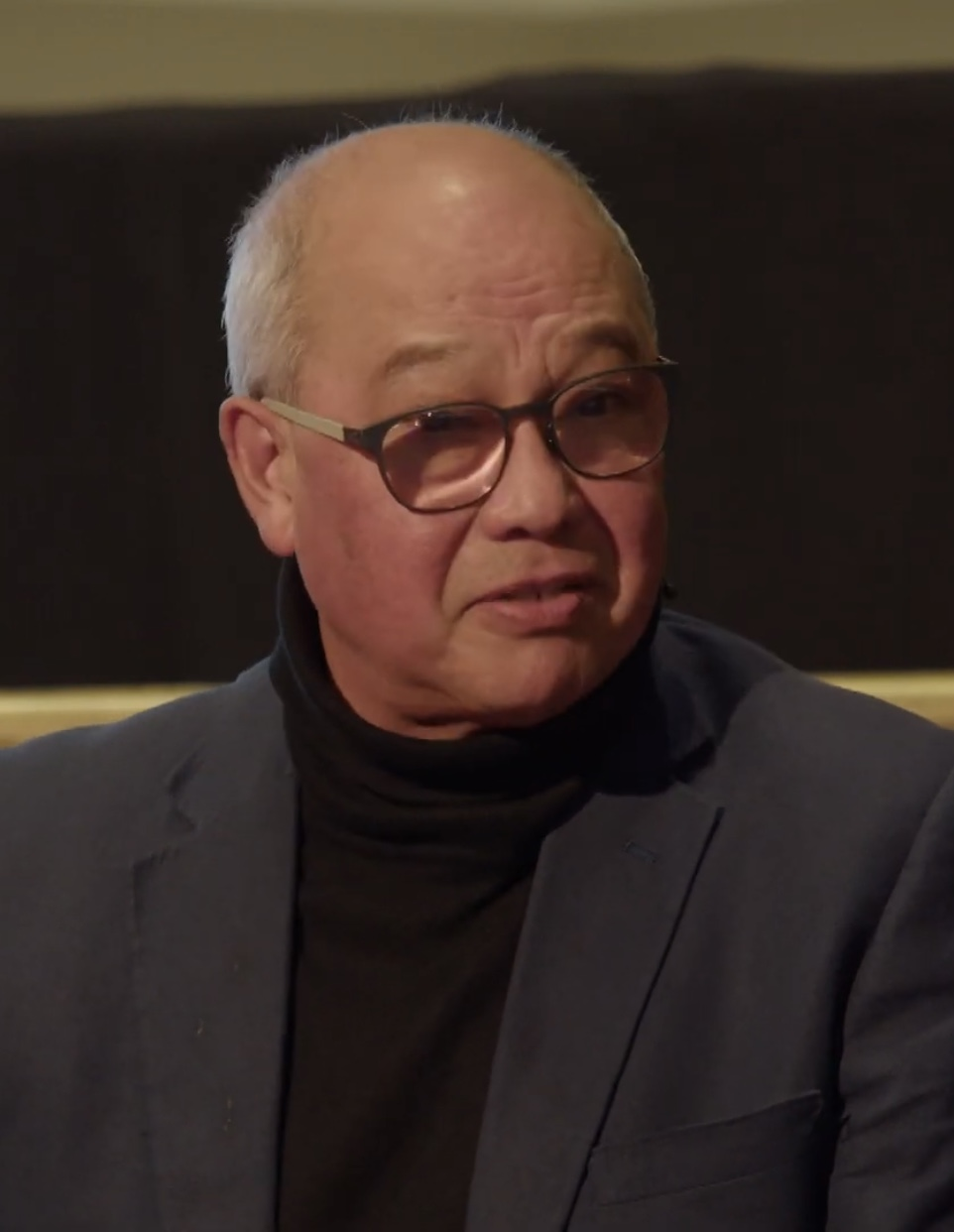
David Yip, 2023

David Nicholas Yip (* 14. Juni 1951 in Liverpool, England) ist ein britischer Schauspieler chinesischer Herkunft.

## Leben und Karriere
Seit Mitte der 1970er-Jahre steht Yip, der die Schauspielschule East 15 Acting School besucht hatte, vor der Kamera. Er wurde 1981 durch die Rolle des Johnny Ho in der BBC-Dramaserie Schieß in den Wind, Ho (The Chinese Detective) bekannt. Eine weitere feste Fernsehrolle hatte er als Michael Choì in der Seifenoper Brookside zwischen 1989 und 1990. 1991 trat Yip in der Tatort-Folge Die chinesische Methode auf. Gastrollen übernahm er in Fernsehserien wie Doctor Who, Casualty und Inspector Barnaby. In der Serie Fortitude spielte er in den Jahren 2017 und 2018 wiederkehrend die Rolle des Hong Mankyo.
Zu seinen bekanntesten Rollen auf der Kinoleinwand zählen Wu Han in Indiana Jones und der Tempel des Todes (1984) und der CIA-Agent Chuck Lee in Im Angesicht des Todes (1985). Yip war ab 1989 mit der Schauspielerin Lynn Farleigh verheiratet; die Ehe wurde geschieden.

## Filmografie (Auswahl)
- 1975: Whodunnit? (Fernsehserie, Folge Portrait in Black)
- 1979: Doctor Who (Fernsehserie, Doppelfolge Destiny of the Daleks)
- 1979: The Quatermass Conclusion
- 1981–1982: Schieß in den Wind, Ho (The Chinese Detective; Fernsehserie, 15 Folgen)
- 1984: Indiana Jones und der Tempel des Todes (Indiana Jones and the Temple of Doom)
- 1985: James Bond 007 – Im Angesicht des Todes (A View to a Kill)
- 1986: Ping Pong
- 1989: Tödliche Galaxie (Murder on the Moon, Fernsehfilm)
- 1989–1990: Brookside (Fernsehserie)
- 1991: Tatort: Die chinesische Methode (Fernsehfilm)
- 1993: Every Silver Lining (Fernsehserie, 6 Folgen)
- 1994: Deckname Caliph (Wild Justice, Fernsehfilm)
- 1996: Hamlet
- 1998: Fast Food
- 1999: Verlockende Falle (Entrapment)
- 2000: Arabian Nights – Abenteuer aus 1001 Nacht (Arabian Nights; Fernseh-Miniserie, 2 Folgen)
- 2001: My Kingdom
- 2002: Oscar Charlie (Fernsehserie, 6 Folgen)
- 2008: Bruderehre (Act of Grace)
- 2014: 24: Live Another Day (Fernsehserie, 2 Folgen)
- 2017–2018: Fortitude (Fernsehserie, 6 Folgen)
- 2018: Luo Bao Bei (Fernsehserie, 15 Folgen)
- 2020: Break
- 2021: Inspector Barnaby (Midsomer Murders; Fernsehserie, Folge Scarecrow Murders)

## Videospiele
- 2010: Just Cause 2